# Фармерице (песма Селме Бајрами)
Фармерице је песма коју пева Селма Бајрами, босанскохерцеговачка певачица. Песма је објављена са спотом 2009. године, на званичном Јутјуб каналу Готива продукције. Накнадно је изашла 2010. године на Хајатовом албуму Закон субине, те Грандовом албуму Селма 2010.

## Текст и мелодија
Песма Фармерице је ауторско дело, чији је текст написала Марина Туцаковић.
Музику за песму радио је Миралем Осмић Оса, а аранжман Д. Кобац.

## Спот
Песма је са спотом објављена 24. децембра 2009. године на Јутјуб каналу Готива продукције.